# Sinningia ornata
Sinningia ornata là một loài thực vật có hoa trong họ Tai voi. Loài này được (Van Houtte) H.E. Moore miêu tả khoa học đầu tiên năm 1954.